# Reichsratswahl 1885

Reichsteile und Kronländer der Österreichisch-Ungarischen Monarchie:
Cisleithanien
Transleithanien
Bosnien und Herzegowina (Seit 1878 verwaltet, 1908 annektiert)

Die Reichsratswahl 1885 wurde am 1., 3. und 5. Juni in Cisleithanien abgehalten.

## Wahlsystem
Seit 1873 galt in Cisleithanien das Kurienwahlrecht. Die Wähler wurden nach ihrem Stand und Vermögen in vier Kurien eingeordnet. Die Kurien waren Großgrundbesitzer, Handels- und Gewerbekammern, Groß- und Mittelbauern und alle anderen in Städten lebenden männlichen Bürger, die jährlich mindestens 10 Gulden (ab 1882 fünf Gulden) direkte Steuern entrichteten. Dies entsprach insgesamt 6 % der erwachsenen Bevölkerung. In der Kurie der Großgrundbesitzer waren auch Frauen solchen Besitzes vertreten.

## Wahlergebnis
Nach den Wahlen stellten der Tschechenklub (vor allem Jungtschechen) 65 Abgeordnete, der Polenklub 56 und die konservativen deutschen Kräfte 53 Abgeordnete.